# Випромінюй позитив
Випромінюй позитив (англ. Fun and Fancy Free) — мультиплікаційний повнометражний фільм студії Волта Діснея, випущений у кінотеатри 27 вересня 1947 компанією RKO Radio Pictures. Це був один з «пакетних фільмів» (повнометражних збірок, що складаються з короткометражних уривків), створених студією в 1940-х. «Випромінюй позитив» є дев'ятим класичним мультфільмом студії Walt Disney Productions.
Через велику зайнятість над роботою з іншими проектами, у цьому мультфільмі Волт Дісней востаннє озвучував Міккі Мауса. Надалі цього персонажа озвучував Джиммі Макдональд.

## Сюжет
Мультфільм починається з Джиміні Цвіркуна з «Піноккіо», який мандрує великим будинком, і співає пісню «I'm a Happy-Go-Lucky Fellow». Він наштовхується на сумну ляльку і плюшевого ведмедя, і щоб їх підбадьорити Джиміні вирішує поставити музику. Він знаходить платівку з історією про Бонґо, засновану на історії Сінклера Льюїса; оповідачкою виступає Дайна Шор. Цвіркун ставить платівку в патефон і починається перший сегмент.

### Бонґо
Історія оповідає про ведмедя Бонґо, зірку цирку. Незважаючи на визнання глядачів, його господарі не сильно піклуються про нього. Одного разу, під час чергового переїзду на поїзді, він ламає клітку, і разом зі своїм одноколісним велосипедом тікає в ліс. Спочатку Бонґо подобається в лісі, проте вночі він мучиться від різноманітних шумів, що йдуть від комах, тварин і грому.
Наступного дня, відправившись на пошуки їжі, він зустрічає ведмедицю Лулубелль. Вони закохуються один в одного, проте незабаром з'являється величезний ведмідь, якого сердить їх любов. Він хапає і б'є Бонґо, але Лулубелль втручається і дає ляпас Бонґо. Вражений від цього жесту, Бонґо йде. Лулубелль, бажаючи дати йому ще один шанс, знову намагається вдарити Бонґо, але її лапа випадково потрапляє в злого ведмедя. Той, вважаючи, що отримав удар любові, веде її з собою. Бонґо, дивлячись на пісні і танці інших ведмедів, розуміє, що вони проявляють свою любов, даючи один одному ляпаси. Збагнувши своє незнання звичок диких ведмедів, Бонґо починає битися зі своїм суперником. За допомогою свого велосипеда він майже перемагає його, в кінці бійки обидва ведмеді продовжують боротьбу на колоді, яку несе до водоспаду. Бонґо, на відміну від суперника, вдається уникнути падіння. В кінці Бонґо залишається жити в лісі разом зі своєю коханою.

### Міккі і бобове стебло
Після завершення історії Джиміні Цвіркун знаходить листівку, адресовану Луан Паттен із запрошенням на свято, яке відбудеться в будинку навпроти. Цвіркун відправляється туди. Там він бачить Луану, господаря будинку черевомовця Едґара Берґена і його ляльок Чарлі Маккарті і Мортімера Снерда. Берґен вирішує розповісти історію, засновану на казці «Джек і бобове стебло».
Розповідь ведеться про місце під назвою Долина Спокою. Її головним скарбом є чарівна арфа, яка своїм співом і музикою забезпечує радість, красу і щастя долині. Але одного разу арфу було викрадено, через що долина занепала. Потерпаючи від голоду, троє фермерів: Міккі, Дональд і Ґуфі — вирішують продати свою корову. На наступний день, повернувшись додому, Міккі каже, що обміняв корову на чарівні боби. Дональд, розсердившись, жбурляє боби, вони падають під підлогу.
Уночі боби проростають. Велике бобове стебло піднімає будинок до хмар. Прокинувшись, друзі бачать велетенський замок і вирішують дістатися до нього. Всередині замку вони знаходять величезний стіл з їжею і скринею, в якому замкнена арфа. Її викрадачем і господарем замку виявляється велет Віллі, здатний перетворюватися у різних тварин, людей і предмети.
Коли Віллі повертається в свій будинок, Міккі намагається перехитрити його, попросивши велетня перетворитися в муху. Але план провалюється, і Віллі замикає тріо в скрині замість арфи, однак Міккі вдається втекти. Використавши арфу, яка за допомогою пісні присипляє велетня, він краде ключ і звільняє друзів. Після цього вони разом з арфою намагаються втекти. Для перестраховки Міккі вирішує пов'язати велетню шнурки, але Віллі прокидається і женеться за ними. Коли велетень починається спускатися бобовим стеблом, друзі перепилюють його. Віллі падає разом зі стеблом.
Берґен закінчує розповідь, кажучи, що після повернення арфи долина знову стала процвітати. Однак Мортімер оплакує смерть велетня. Берґен заспокоює його, кажучи, що це просто казка, а Віллі всього лише плід уяви. Цієї ж миті дах будинку піднімається, в нього заглядає велетень Віллі і питає, чи не бачили вони мишеня, через що Берґен непритомніє. В кінці мультфільму Віллі прогулюється Голлівудом і надягає на голову ресторан у формі капелюха Brown Derby.

## Український дубляж
- Режисер дубляжу — Ольга Фокіна
- Перекладач, автор синхронного тексту та пісень — Роман Дяченко
- Музичний керівник — Тетяна Піроженко
- Звукорежисери — Олена Лапіна, Михайло Угрин, Станіслав Ногін
- Творчий консультант — Aleksandra Janikowska

Фільм дубльовано студією «Le Doyen» на замовлення компанії «Disney Character Voices International» у 2017 році.

### Ролі дублювали
- Юрій Ребрик — Едґар Берґен, Чарлі Маккарті, Мортимер Снерд, Офелія
- Юлія Перенчук — Дайна Шор (діалоги)
- Валентина Скорнякова — Дайна Шор (вокал)
- Олександр Ярема — Джиміні Цвіркун
- Юрій Кудрявець — Міккі Маус
- Дмитро Гаврилов — Ґуфі
- Євген Тиховський — Дональд Дак
- Євген Сінчуков — Віллі
- Мар'яна Головко — Арфа
- Ксенія Лук'яненко — Луана Паттен
- Іван Розін — Бонґо
- Жіночий хор: Тетяна Піроженко, Світлана Заря
- Чоловічий хор: Сергій Юрченко, Володимир Трач, Євген Анишко